# Monts Wellsville
Pour les articles homonymes, voir Wellsville.
Les monts Wellsville sont situés dans le Nord de l'Utah aux États-Unis. Ils font partie de la chaîne Wasatch, dans les montagnes Rocheuses.

## Géographie

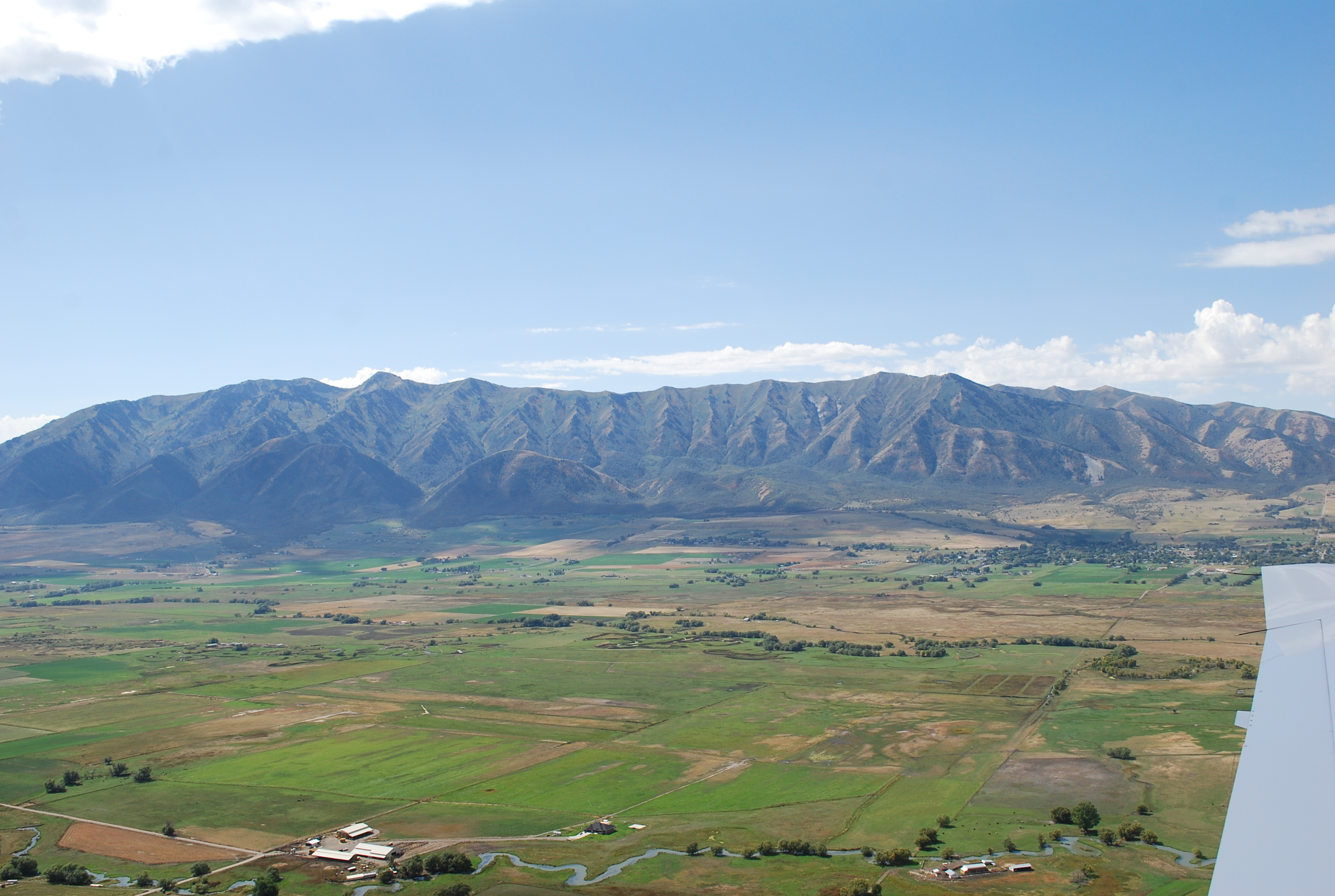
Vue aérienne.

Les monts Wellsville séparent la vallée Cache du Wasatch Front et forment une partie de la frontière entre les comtés de Box Elder et de Cache.
La plupart des eaux de ruissellement des monts Wellsville se déversent dans la Bear River.
Moyennement élevés, les monts sont particulièrement étroits. Pour cette raison, il est souvent prétendu qu'il s'agit de l'une des chaînes de montagnes les plus escarpées d'Amérique du Nord,,.
Le pic Box Elder (2 857 m) et le Wellsville Cone (2 852 m) sont ses deux plus hauts sommets.
L'US-89/US-91 traverse le canyon Box Elder, le canyon Dry et le canyon Wellsville, en commençant à l'est de Brigham City comme une autoroute à quatre voies, tournant vers le nord puis le nord-est et entrant dans la vallée Cache à Wellsville dont les monts portent le nom.